# Petov paradoks
Petov paradoks je predpostavka, da na ravni vrste pojavnost raka ni odvisna od števila celic organizma. Dobro poznan primer Petovega paradoksa so ljudje in kiti, pri čemer imajo ljudje manjše število celic in višjo incidenco raka, medtem ko je za kite s precej večjim številom celic značilna manjša pojavnost raka. Če bi bila možnost za karcinogenezo (kancerogenezo) neke celice konstantna, bi pričakovali, da je incidenca raka pri kitih (s precejšnjim številom celic) večja kot pri ljudeh.

## Zgodovina
Prvič je to predpostavko izpostavil angleški statistik in epidemiolog Richard Peto. Peto je svoj paradoks formuliral leta 1977.

## Znotrajvrstno
Med pripadniki iste vrste sta velikost telesa in verjetnost za razvoj raka v pozitivni soodvisnosti.
25 let trajajoča študija, ki je zaobjela 17 738 moških Britancev in je bila objavljena leta 1998, je pokazala na pozitivno korelacijo med višino in incidenco raka. Upoštevani so bili tudi dejavniki tveganja, kot je denimo kajenje. Podobna študija iz leta 2011, kjer so analizirali več kot milijon britanskih žensk, je nakazala povezanost med rakom in višino, pri čemer so bili prišteti tudi številni socioekonomski in vedenjski dejavniki tveganja. Analiza iz leta 2011, kjer so preučili vzrok smrti 74 556 udomačenih severnoameriških psov, je pokazala, da je pojavnost raka najmanjša pri manjših pasmah, s čimer so potrdili podatke poprejšnjih študij.

## Medvrstno
Med vrstami tovrstne korelacije ni mogoče najti. Raziskava iz leta 2015 v živalskem vrtu v San Diegu je preučila 36 različnih vrst sesalcev, pri čemer so bile med najmanjšimi vrstami 51-gramske miši in med največjimi 4800-kilogramski sloni, ki so bili kar 100 000 krat večji. Rezultati študije niso pokazali povezanosti med velikostjo in incidenco raka. Na tak način je Petovo začetno opazovanje dobilo empirične podatke.

## Evolucijski vidik
Evolucija mnogoceličarjev je zahtevala določeno mero zaviranja raka, najdene pa so bile tudi povezave med izvorom večceličnosti in rakom. Da so lahko gradili večja in dalj časa živeča telesa, so organizmi potrebovali mehanizme, ki so na nek način zavirali pojavnost raka. Podatki kažejo, da imajo večji organizmi, kot so denimo sloni, večje število prilagoditev, ki jim omogočajo izogibanje raku. Razlog, da je pri srednje velikih organizmih manjši delež tovrstnih genov, je verjetno neugodno razmerje med prednostmi in slabostmi takšnih mehanizmov (na primer zmanjšana plodnost pri večjem številu genov, ki zavirajo raka).
Različne vrste so razvile raznolike mehanizme, ki zavirajo pojav in napredovanje raka. Študija iz januarja 2015 je pokazala na obstoj genov, povezanih z dolgoživostjo, pri grenlandskem kitu (Balaena mysticetus). Ob podobnem času je druga skupina raziskovalcev pri golem peskarju (Heterocephalus glaber) identificirala polisaharid, ki naj bi blokiral razvoj tumorjev. Oktobra 2015 sta dve študiji prišli do istih rezultatov, da imajo sloni 20 kopij tumorje zavirajočega gena TP53, medtem ko je pri ljudeh in preostalih sesalcih prisotna zgolj ena kopija. Dodatne raziskave so dokazale 14 kopij tega gena v ohranjeni DNK mamutov, a zgolj eno kopijo v DNK morskih krav (Sirenia) in pečinarjev (Hyracoidea), najbližjih živečih sorodnikih slonov.

## Vidik presnove in celične velikosti
Študija iz leta 2014 je kot glavne dejavnike Petovega paradoksa izpostavila celično velikost, presnovo in raven celične delitve. Zaključila je, da imajo večji organizmi večje, počasneje deleče se celice, z manjšo energijsko porabo, kar naj bi občutno zmanjšalo incidenco raka.
Avtorja omenjene raziskave, Maciak in Michalak, sta izpostavila tudi, da se celična velikost močno razlikuje med posameznimi sesalčjimi vrstami. Tako je denimo prostornina ene slonje rdeče krvničke enaka štirikratnemu volumnu krvničke gozdne rovke (Sorex araneus). Nadalje se večje celice delijo počasneje od manjših, manj celičnih delitev pa pomeni manj priložnosti za rakave mutacije. Matematični modeli pojavnosti raka so še posebej občutljivi na raven celične delitve.